# Eckskopf
Die Eckskopf (auch: Eggskopf, 1563 m ü. A.) ist ein Berg im Rätikon, der auf dem Gemeindegebiet der Marktgemeinde Nenzing (Vorarlberg, Österreich) gelegen ist.

## Name
Der Name des Eckskopf ist von seiner Lage abgeleitet. Der Berg wird auf drei Seiten von Einschnitten umgeben, befindet sich also „in der Ecke“ – südlich und südöstlich fällt der Eckskopf zum Gamperdonatal (mit der Meng / der Mengschlucht), nördlich und nordöstlich zum Gamptal (mit dem Gampbach) ab. Im Osten schnitt der Gampbach tief in das Gestein ein (hier befindet sich auch der Gampfall). Diesem Umstand verdankt der Berg auch sein markantes, hervorstehendes Aussehen.

## Lage
Der Eckskopf ist der Endpunkt des langen Grates, der am Naafkopf beginnt und über das Bettlerjoch mit der Pfälzer Hütte, den Augstenberg, Sareiser Joch, Ochsenkopf, Scheienkopf, Inneren und Äußeren Alpilakopf sowie den Jochgrat und die Schattälispitz nach Norden zieht. Dieser Grat begrenzt das Gamperdonatal im oberen und mittleren Abschnitt auf seiner Westseite. Dieser Grat bildet auch die Wasserscheide zwischen dem Gamptal und dem Gamperdonatal. Nördlich des Eckskopfes stürzt der Gampbach von West nach Ost ins Gamperdonatal. Der dem Gamperdonatal parallellaufende, gegenüberliegende Berggrat (östliche Begrenzung des Gamperdonatals), ist die Fundel-Gruppe, die ebenfalls zum Rätikon gehört. Der Eckskopf ist der nördlichste Gipfel zwischen dem Gamptal und dem Gamperdonatal.
Das Gamperdonatal selbst kann grob in drei Talabschnitte eingeteilt werden. Der äußerste Abschnitt beginnt bei Nenzing in südöstlicher Richtung. Beim Eckskopf macht das Gamperdonatal einen Bogen und verläuft weiter in südwestlicher Richtung. Hier beginnt am Eckskopf der mittlere Talabschnitt. Der Talkessel des Nenzinger Himmels bildet sodann südlich den inneren Abschnitt.
Der Eckskopf ist von der südwestlich gelegenen Tälispitz (etwa 1836 m ü. A.) und die Schattatälispitz (1937 m ü. A.) rund 750 Meter Luftlinie entfernt. Der Gampbach mit dem Gampfall mündet nordöstlich rund 1300 Meter entfernt in die Meng. Kühbruck (937 m ü. A.) liegt rund 1000 Meter südöstlich unter dem Eckskopf.

## Geologische Situation des Eckkopfs
Der Eckskopf und das umliegende Gelände sind geologisch stark instabil. Für diese Instabilität sind mehrere Faktoren ausschlaggebend:
- durch eiszeitliche Erosion durch den Gamperdonatal- und den Gamptalgletscher wurde der Eckskopf bereits übersteilt und nach dem Abschmelzen der Gletscher (der stützenden Eismassen) daher instabil,
- durch die weitere Einschnitte des Gamperdonatals und des Gamptales durch die hier fließenden Gewässer, wurde das Gelände weiter abgetieft, wodurch die Hänge weiter destabilisiert wurden,
- es liegt ein tiefgründiges Auseinanderweichen der Gesteine (Hauptdolomit) auf einer Gleitschicht aus Gips vor. Der Gips wurde teilweise durch das Eindringen von Wasser auch aufgelöst, wodurch Gleitflächen geschaffen wurden,
- der Hauptdolomit ist sehr zerklüftet und anfällig für Frosteinwirkungen. Dadurch wird der Gesteinszerfall weiter begünstigt.
- tiefe Zugrisse und das zerfallende Gestein auf der Gleitschicht führt zu einer tiefliegenden Hanginstabilität,

Dadurch haben sich am Eckskopf bereits große Einsturzdolinen gebildet und sind zahlreiche Zugrisse aufgetreten (teilweise mit 40 m Breite, 400 m Länge und 150 m Tiefe).

## Sage
Unter dem Eckskopf liegt das Schattentäle. Ein Jäger soll am hohen Frauentag (15. August), ohne zuvor die Messe besucht zu haben, hier auf die Gamsjagd gegangen sein. Dabei soll ein kohlschwarzer, mächtiger Bock und ein ganzes Rudel Gemsen auf ihn losgegangen sein, so dass er flüchten musste. Der Jäger dachte, der schwarze Bock sei der Teufel, kletterte auf eine Tanne und getraute sich nicht zu schießen. Erst am späten Abend seien die Tiere weggelaufen und der Jäger konnte wieder heimwärts.